# Kleszczynka
Kleszczynka (dawniej: niem. Wilhelmsee) – część wsi Kleszczyna w Polsce, położona w województwie wielkopolskim, w powiecie złotowskim, w gminie Złotów. Wchodzi w skład sołectwa Kleszczyna. Rozwinęła się z kolonii wsi Kleszczyna i była początkowo siedliskiem kolonistów niemieckich.
W latach 1975–1998 Kleszczynka administracyjnie należała do województwa pilskiego.